# Jakob Schäuffelen

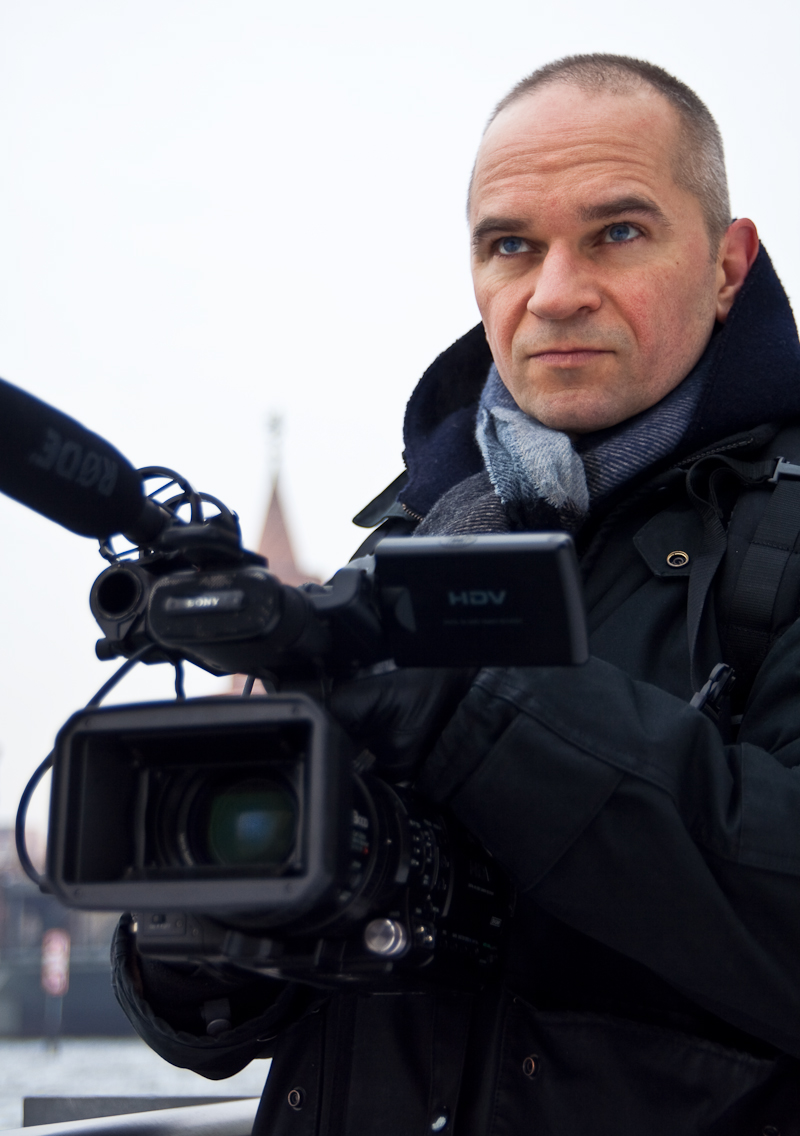
Jakob Schäuffelen (Berlin 2010)

Jakob Schäuffelen  (* 19. September 1967 in München) ist ein deutscher Filmregisseur und Drehbuchautor.

## Biografie
Jakob Schäuffelen wurde als Sohn der tschechischen Schauspielerin Tamara Kafka und des deutschen Psychiaters und Künstlers Konrad Balder Schäuffelen in München geboren. Er studierte Regie an der Wiener Filmakademie und an der Hamburg Media School und arbeitete als Regieassistent bei Oliver Hirschbiegel, Jörg Grünler und anderen. 1997 hatte er sein Debüt als Regisseur bei einer Episode der ZDF-Serie Ein Fall für zwei.
Es folgten zahlreiche Aufträge für ZDF, Sat.1 und ProSieben. 2002 wurde die Serie Edel & Starck mit dem Deutschen Fernsehpreis ausgezeichnet, für die Jakob Schäuffelen den Pilotfilm und die ersten zwei Folgen inszenierte, die Hauptrollen besetzte und den Stil prägte. 2003 wurde die Serie auch für den Adolf-Grimme-Preis nominiert.
2004 kam Schäuffelens Kinofilm Abgefahren – Mit Vollgas in die Liebe mit Felicitas Woll in der Hauptrolle in die Kinos. Danach inszenierte er die ersten vier Folgen der ZDF-Serie Kanzleramt, den Vierteiler Donna Roma sowie zwei weitere Romantic Comedies für Sat1.
2012 produzierte und drehte er seinen ersten Dokumentarfilm Vollkontakt – Ein Lebens-Weg über junge Berliner und deren Leidenschaft für Mixed Martial Arts. Er inszenierte die ersten acht Folgen der ARD-Serie Heiter bis tödlich – Alles Klara mit Wolke Hegenbarth in der Hauptrolle und die ZDF-Serie Die Bergretter.
Jakob Schäuffelen ist Mitglied im Bundesverband Regie.

## Filmografie
- 1998: Ein Fall für zwei (eine Folge)
- 1999: Ein starkes Team: Der letzte Kampf
- 1999: Ein starkes Team: Braunauge
- 2000: Die Unbesiegbaren
- 2000: Ein starkes Team: Der Todfeind
- 2001: Nur mein Sohn war Zeuge
- 2001: SK Kölsch (zwei Folgen)
- 2002: Edel & Starck (drei Folgen)
- 2002: Kein Mann für eine Nummer
- 2004: Abgefahren – Mit Vollgas in die Liebe
- 2005: Kanzleramt (vier Folgen)
- 2007: Donna Roma (vier Folgen)
- 2008: Die Liebesflüsterin
- 2008: Liebesgruß an einen Engel
- 2008: Dr. Molly & Karl (drei Folgen)
- 2010: Anna und die Liebe (zehn Folgen)
- 2012: Heiter bis tödlich – Alles Klara (acht Folgen)
- 2012: Vollkontakt – Ein Lebens-Weg
- 2013: In aller Freundschaft
- 2014: Der Staatsanwalt (zwei Folgen)
- 2015: Der Staatsanwalt (zwei Folgen)
- 2016: Die Bergretter (zwei Folgen)
- 2017: Die Bergretter (zwei Folgen)
- 2019: Gipfelstürmer – Das Berginternat